# Postcode

Landen die postcodes voeren:
cijfers:
3 cijfers
4 cijfers
5 cijfers
6 cijfers
7 cijfers
8 cijfers
9 cijfers
10 cijfersalfanumeriek:
6 posities
7 posities
8 posities
Geen postcode in gebruik

Een postcode is een korte reeks tekens, vaak tussen de vier en negen cijfers (soms ook letters) lang, die in een postadres wordt opgenomen om het automatisch sorteren van de post (met optische tekenherkenning, OCR) gemakkelijker te maken. Elk land dat postcodes kent, hanteert een andere grammatica – een andere manier om de tekens te combineren.
Niet alle landen kennen postcodes. Zo zijn ze afwezig in verschillende Afrikaanse, Oceanische en Zuid-Amerikaanse landen.

## Postnummers in België
In 1969 werden de postnummers in België ingevoerd. 
De Administratie van de Post (nu bpost) voerde in 1969 "postnummers" in.
De huidige lijst met postnummers geldt sinds 1 oktober 1990.
Belgische postcodes bestaan uitsluitend uit getallen van vier cijfers, van 1000 tot en met 9992. Hierdoor is de term postnummer gekend als synoniem voor de postcode. De nummerreeksen zijn regionaal geordend. Deze regio's benaderen grofweg de provincies.
De onderverdeling is als volgt:
- Brussels Hoofdstedelijk Gewest: 1000-1299
- Provincie Waals-Brabant: 1300-1499
- Provincie Vlaams-Brabant: 1500-1999, 3000-3499
- Provincie Antwerpen: 2000-2999
- Provincie Limburg: 3500-3999
- Provincie Luik: 4000-4999
- Provincie Namen: 5000-5999
- Provincie Henegouwen: 6000-6599,7000-7999
- Provincie Luxemburg: 6600-6999
- Provincie West-Vlaanderen: 8000-8999
- Provincie Oost-Vlaanderen: 9000-9999

Postcodes in België zijn samengesteld op basis van:
- sorteersector (eerste twee cijfers)
- postkantoren (derde cijfer)
- uitgiftekantoren (vierde cijfer)

In een aantal gevallen zal een sorteersector samenvallen met een arrondissement, maar dat is zeker niet altijd zo. Deurne heeft bijvoorbeeld postcode 2100 maar is onderdeel van het arrondissement Antwerpen. En Herentals heeft 2200 als postcode, maar is onderdeel van het arrondissement Turnhout. Dat een aantal hoofdsteden van arrondissementen een postcode van de vorm xx00 hebben is dan ook toeval.
Grote steden hebben meerdere postnummers voor hun deelgemeenten; soms is zelfs een postnummer gereserveerd voor één bedrijf of organisatie die veel post ontvangt. Zie hieronder.

### Uitzonderingen voor de stad Brussel
Hoewel de hervorming van 1990 een harmonisatie van de postcodes over de gemeentegrenzen heen beoogde, werd een reeks uitzonderingen behouden die al vóór 1990 van kracht waren, met name voor de stad Brussel, die een aantal postcodes van verschillende naburige gemeenten leent.
Zo gebruikt de Wijk van de Squares, een deel van de oostelijke uitbreiding van de stad Brussel dat in 1853 werd gekocht van de gemeente Sint-Joost-ten-Node, de postcode 1040 (1041) van de gemeente Etterbeek. De Résidence Palace, in de Europese wijk, draagt ook postnummer 1040 (1041).
Dit is ook het geval voor enkele van de even genummerde gebouwen in de Stephensonstraat, die afgescheiden liggen van de rest van Brussel door de spoorlijnen, en het Schaarbeeks postnummer 1030 (1031) gebruiken. Deze gebouwen bevinden zich tussen het oude en het nieuwe tracé van spoorlijn 161, naast het spoorwegknooppunt ten noorden van Schaarbeek, waar de gemeentegrenzen werden aangepast om plaats te bieden aan de volledige spoorweginfrastructuur op Brussels grondgebied.
In de zuidelijke uitbreiding van de stad Brussel kregen alle straten in de jaren 1960 de postcode 1000, met uitzondering van de Louizalaan en de Franklin Rooseveltlaan, de centrale verkeersaders van de uitbreiding, die de postcode 1050 (1051) van de gemeente Elsene behielden. Een klein deel van de Louizalaan behoort tot de gemeente Sint-Gillis, maar gebruikt ook nummer 1050 (1052).
Om mogelijke verwarring tussen de verschillende gemeenten te voorkomen, gebruiken de openbare diensten administratieve codes die niet dezelfde zijn als de postcodes, maar die wel door de administratie worden gebruikt voor haar post. De administratieve code van Elsene komt bijvoorbeeld overeen met de postcode 1050, terwijl de Louizalaan de administratieve code 1051 heeft voor het grootste deel in Brussel en 1052 voor het deel dat bij Sint-Gillis hoort. Op dezelfde manier heeft het Brusselse deel van de Europese wijk de administratieve code 1041.

## Postcodes in Europees Nederland
In 1977 is de postcode in Nederland ingevoerd. Nederlandse postcodes zijn heel specifiek: terwijl in andere landen een heel dorp een enkele postcode kan hebben, beslaat een Nederlandse postcode een gering aantal adressen. Een Nederlandse code bestaat uit vier cijfers en twee letters. De eerste 2 cijfers geven de regio aan, de laatste 2 cijfers de wijk. De twee letters geven de buurt en straat aan. De lettercombinaties SA, SD en SS worden niet gebruikt. De letters F, I, O, Q, U en Y werden tot 2005 niet gebruikt. Met een wijziging in het beleid zijn deze letters wel toegestaan in nieuwe postcodes.
In de regel hebben maximaal circa 25 adressen dezelfde postcode. Veel straten hebben dan ook meer dan een postcode. Samen met het huisnummer vormt de Nederlandse postcode een unieke code voor elk adres; deze unieke code wordt ook voor andere doelen dan alleen de post gebruikt. Soms kan een enkele postcode meerdere straten beslaan, echter kunnen de bijbehorende huisnummers dan niet dubbel voorkomen.
In sommige steden wordt voor de bewegwijzering een wijknummering gebruikt die overeenkomt met de laatste een of twee cijfers van de postcode.
In Nederland zijn bestanden te verkrijgen waarbij het zwaartepunt van de postcode wordt gekoppeld aan de coördinaten in het Rijksdriehoeksstelsel. Hiermee kunnen weer allerhande gegevens gekoppeld worden met behulp van geografische informatiesystemen, bijvoorbeeld het aantal bewoners per oppervlakte.
Het numerieke gedeelte van de Nederlandse postcode kan een getal van 1000 tot en met 9999 zijn. In 2010 was het aantal verschillende numerieke waarden 4900. Zie ook de min of meer volledige Nederlandse postcodelijst.
In 1978 werd een postcodeboek gratis onder alle Nederlandse adressen verspreid. In de jaren daarna  verscheen nog geregeld een aanvulling op het postcodeboek voor nieuwe straten. Men kan postcodes op het internet opzoeken.

### Andere toepassingen
De postcode wordt niet alleen gebruikt om het sorteren van post te vergemakkelijken.
De eerste automaten voor treinkaartjes hadden een numeriek toetsenbord waarop het nummer van het bestemmingsstation moest worden ingevoerd. Dit nummer kwam ongeveer overeen met de postcode. Men hoopte dat het daardoor voor de reiziger gemakkelijk was het nummer te onthouden. Latere automaten hebben een aanraakscherm waarop de eerste letters van de naam van het station kunnen worden ingevoerd.
Moet men op een website of telefoondienst aangeven waar men ongeveer woont, dan wordt vaak de postcode gevraagd. Nadat de bezoeker de postcode (alleen cijfers of cijfers en letters) heeft opgegeven, krijgt hij informatie.

#### Voorbeelden van uit postcode herleide gegevens
- dichtstbijzijnde filiaal
- frequentie van een zender

Veel mensen markeren hun eigendommen met de postcode en het huisnummer, zodat ze bij verlies of diefstal terugbezorgd kunnen worden. Vooral bij fietsen is deze wijze van markeren populair – veel handelaren bieden bij aankoop aan de postcode in de zadelbuis te graveren.

## Postcodes in Ierland
Bij de invoering van postcodes in Ierland in de jaren negentig was de OCR-techniek al zo vergevorderd, dat postcodes niet meer nodig waren. De software was inmiddels in staat om het volledige adres te lezen. Desondanks zijn in Ierland postcodes ingevoerd, omdat ze nuttig zijn voor andere organisaties dan de posterijen. Vanaf begin 2015 krijgen de 2,2 miljoen huishoudens in Ierland een uniek nummer van zeven karakters, de zogenoemde Eircode, dat bijvoorbeeld wordt gebruikt door de Ierse Belastingdienst.

## Bijzondere postcodes

### België
- De NAVO heeft nummer 1110, de VRT en de RTBF in Brussel hebben respectievelijk de postcode 1043 en 1044 voor zichzelf.
- Brieven naar Sinterklaas mogen verstuurd worden met postcode 0612.[4]
- De Europese Commissie (1049), het Europees Parlement (1047) en de Europese Raad (1048) hebben elk een eigen postcode.
- De NAVO-legerbasis SHAPE heeft de eigen postcode 7010.
- Ook een aantal Belgische politieke instellingen hebben een eigen postcode: de Kamer van volksvertegenwoordigers (1008), de Senaat (1009), het Vlaams Parlement (1011), het Parlement van de Franstalige Gemeenschap (1012).[5]

### Europees Nederland
- De postcode met het laagste nummer van Nederland is 1000 AA – de postcode van een blok postbussen in het hoofdpostkantoor van Amsterdam.
- De eerste postcode die een straat aangeeft is 1011 AB. Dat is de De Ruijterkade nummers 105 tot en met 124 in Amsterdam, ten noorden van het Centraal Station.
- De postcode met het hoogste nummer van Nederland is 9999 XL, van de Akkemaweg in Stitswerd. Daarna komen nog de postcodes 9999 XX, 9999 ZA en 9999 ZZ, van respectievelijk de Knolweg 1001, 1003 en 1002 in Stitswerd. Die huisnummers komen echter aan die weg niet voor.
- Een postcode waarvan het laatste cijfer een 0 is, is bijna altijd van een postbus. Uitzonderingen hierop zijn 1060 voor Osdorp, 7610 in Almelo en 7910 in Nieuweroord. Het omgekeerde gaat niet op: De postcode van een postbus kan elk eindcijfer hebben.